# Bukkehorn

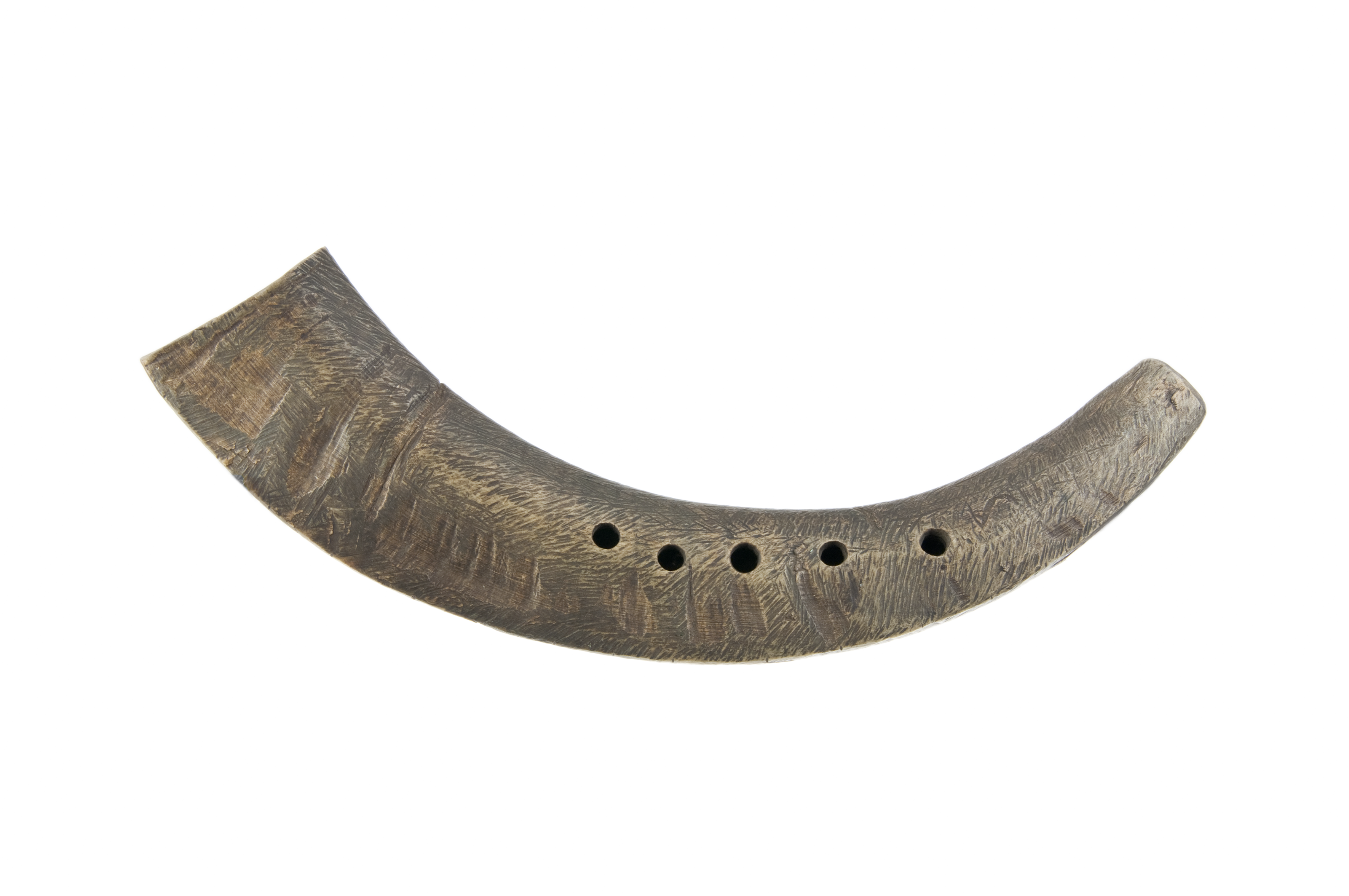
Bukkehorn

O Bukkehorn é um antigo instrumento musical norueguês feito a partir do chifre de carneiro ou cabra. Foi tradicionalmente usado durante o verão como um instrumento de sinal ou de comunicação por pastores nas altas montanhas. Foi também usado para assustar os animais selvagens que ameaçavam o rebanho.
Mais tarde, foram adicionados orifícios para os dedos nos instrumentos, inicialmente 2 ou3 e, em seguida, até 8. Com esta inovação, tornou-se possível tocar melodias simples.
Um evento conhecido, que descreve a utilização do bukkehorn, foi a Batalha de Kringen em 1612 entre o exército escocês e milicias norueguesas.